# Crockett (Texas)
Pour les articles homonymes, voir Crockett.
La ville de Crockett est le siège du comté de Houston, dans l’État du Texas, aux États-Unis. Sa population s’élevait à 6 332 habitants lors du recensement de 2020.

## Personnalités liées à la ville
- John Arledge (1907-1947), acteur né à Crockett.
- Pete Lammons (1943-2021), joueur de football américain né à Crockett.
- Cartier Martin (1984-), joueur de basket-ball né à Crockett.
- Rain Phoenix (1972-), actrice et chanteuse née à Crockett.
- River Phoenix (1970-1993), acteur ayant vécu à Crockett.
- Jim Turner (1946-), homme politique ayant vécu à Crockett.
- Joe Washington (1953-), joueur de football américain.

## Source
- (en) Cet article est partiellement ou en totalité issu de l’article de Wikipédia en anglais intitulé « Crockett, Texas » (voir la liste des auteurs).